# Harilal Gandhi
Harilal Mohandas Gandhi  (23 août 1888 - 18 juin 1948) est le fils aîné de Mahatma Gandhi. Il eut une relation très conflictuelle avec son père qui le désavoua.

## Biographie
Harilal se convertit à l'islam dans les années 1930, prenant le nom d'Abdullah Gandhi. Cet acte offensa profondément son père, non à cause du changement de religion en lui-même car Gandhi considérait l'islam comme aussi valide que l'hindouisme, mais parce qu'il pensait que son fils avait fait cela à la fois par bravade, désespoir et surtout pour des raisons financières liées à son mode de vie que Gandhi considérait comme dépravé, Harilal ayant même délaissé ses enfants. Harilal participa à de nombreux rassemblements publics organisés à Karachi où il servit d'exemple de conversion de l'hindouisme à l'islam. À l'un de ces meetings, il devint furieux et attaqua physiquement un orateur qui était en train de dénigrer son père. Harilal se reconvertit plus tard à l'hindouisme, ce en quoi Gandhi ne vit rien de mal, mais qui blessa sa mère Kasturba de voir son fils exhiber ses multiples changements de religion en public.
La tension de ses relations avec son père fut soulignée par la proposition d'Harilal de se remarier après la mort de sa femme en 1918 en dépit des objections de Gandhi qui lui déclara : « Comment puis-je, moi qui ai toujours encouragé l'abstinence sexuelle, t'encourager à la satisfaire ? »
Harilal mourut de la tuberculose le 18 juin 1948, quelques mois après le décès de son père.
La relation conflictuelle qu'Harilal Gandhi eut avec Gandhi, est dépeinte dans le film Gandhi, mon père.